# Nephelium meduseum
Nephelium meduseum är en kinesträdsväxtart som beskrevs av P.W. Leenhouts. Nephelium meduseum ingår i släktet Nephelium och familjen kinesträdsväxter. Inga underarter finns listade i Catalogue of Life.